# Boris Spasski
Boris Vasiljevitsj Spasski (Russisch: Борис Васильевич Спасский), ook: Spassky, (Leningrad, 30 januari 1937 – Moskou, 27 februari 2025) was een Russische schaker en grootmeester. Hij was wereldkampioen van 1969 tot 1972. Hij kwam uit eerst voor de Sovjet-Unie en daarna voor Frankrijk.

## Levensloop

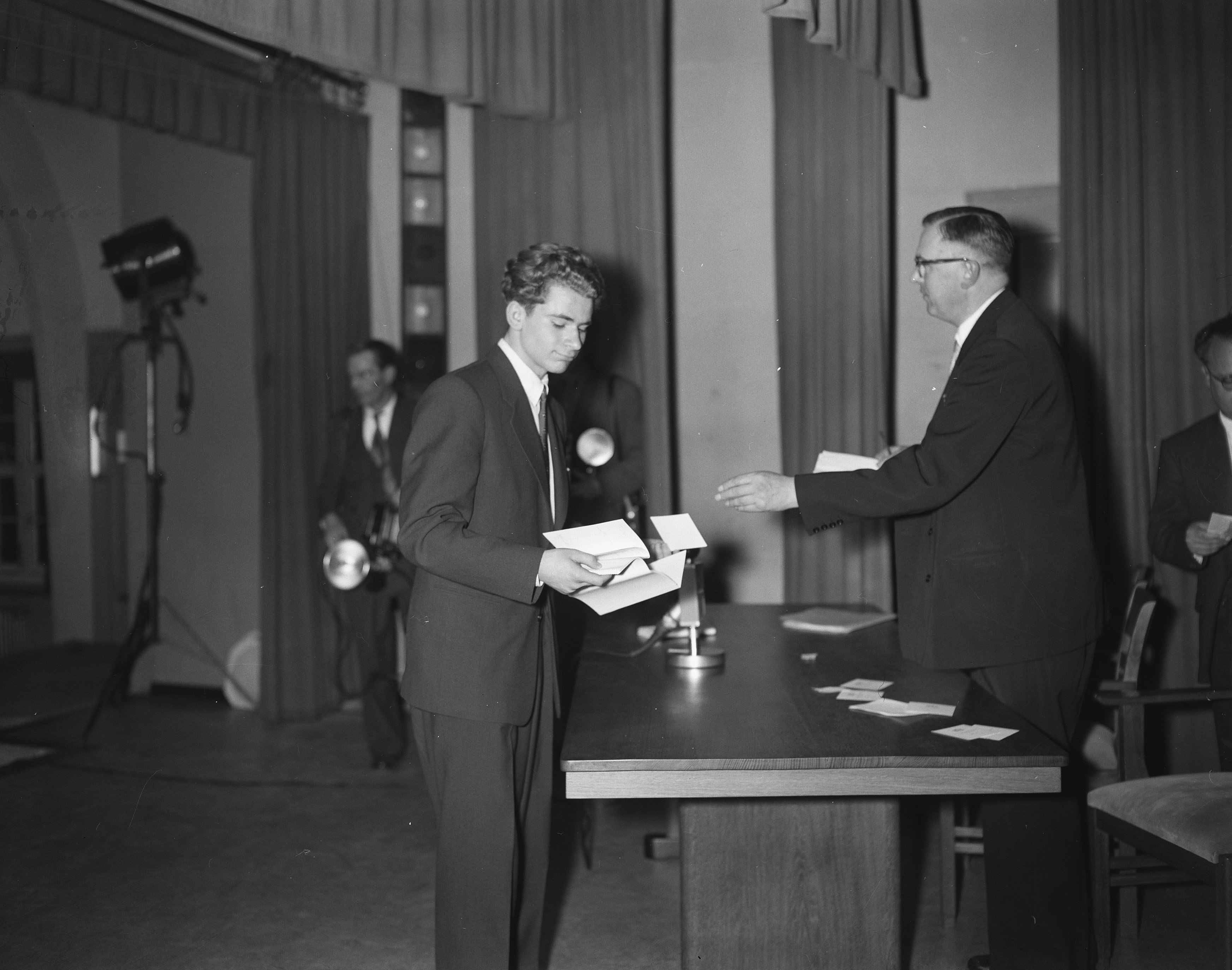
Spasski en Euwe (Amsterdam, 1956)

In de oorlogsjaren werd de familie geëvacueerd tijdens het beleg van Leningrad, het huidige Sint-Petersburg. Zijn ouders konden niet goed met elkaar overweg en gingen uiteen. Boris bleef bij zijn moeder; hij moest voor haar zorgen, omdat ze invalide was. Na terugkeer in Leningrad werd Spasski gegrepen door het schaakspel. Hij bleek een groot talent en kreeg al op zijn elfde een toelage van de staat, waarmee hij kostwinner werd van het gezin.
Spasski gold lange tijd als 'de jongste'. Hij was de jongste eerste-categorie speler (10 jaar), de jongste kandidaat-meester (13 jaar) en de jongste meester (allemaal titels in de Sovjet-Unie). Hij was vóór Bobby Fischer ook de jongste grootmeester, die titel verwierf hij in 1955.
In 1955 bereikte Spasski voor het eerst de finale van het kampioenschap van de Sovjet-Unie. In dat jaar werd hij ook jeugdwereldkampioen en plaatste zich in het Interzone-toernooi van Göteborg voor het kandidatentoernooi van 1956 in Amsterdam. Ook daar sloeg hij een uitstekend figuur en algemeen bestond het gevoel dat men met een toekomstig wereldkampioen te doen had. In de jaren daarna loste hij die belofte niet meteen in. Hij won een aantal grote toernooien, zoals het kampioenschap van de Sovjet-Unie in 1961, maar ging pas weer een rol spelen in de strijd om het wereldkampioenschap, nadat hij in 1964 het kandidatentoernooi van Amsterdam (gedeeld) won. Het jaar daarop versloeg hij in de kandidatenmatches achtereenvolgens Paul Keres (6-4), Jefim Geller (5½-2½) en Michail Tal (7-4). Zodoende mocht hij in 1966 aantreden voor een match om het wereldkampioenschap tegen Tigran Petrosjan, maar verloor nipt (11½-12½).

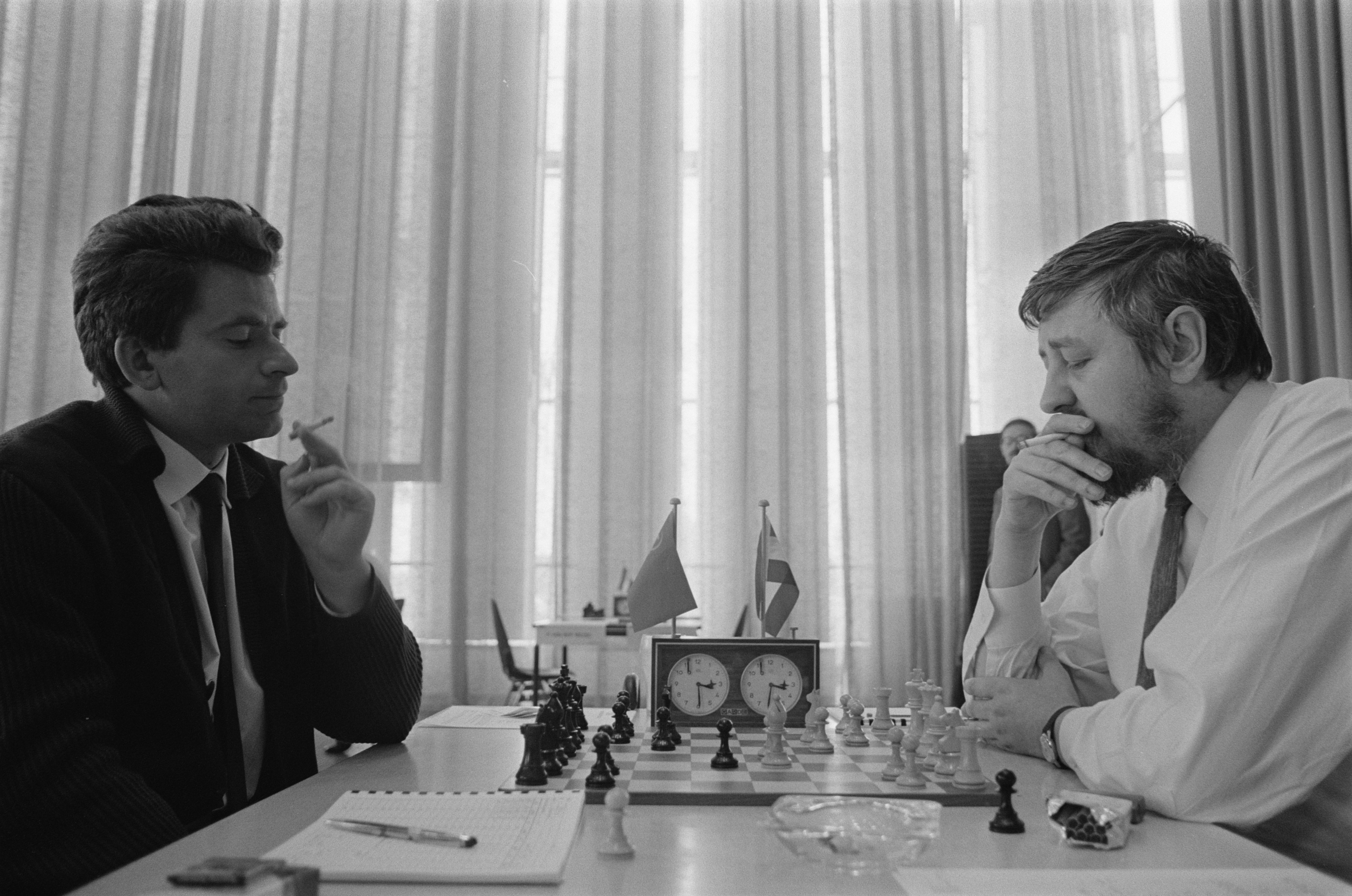
Spasski tegen Hein Donner (Amsterdam, 1970)

In de volgende cyclus won Spasski wederom al zijn kandidatenmatches, ditmaal tegen Geller (5½-2½), Bent Larsen (5½-2½) en Viktor Kortsjnoj (6½-3½). Hiermee verwierf hij opnieuw het recht Petrosjan uit te dagen. In 1969 wist hij hem met 12½-10½ te verslaan en werd daarmee wereldkampioen. Zijn heerschappij was maar kort. In 1972 moest hij in Reykjavik de titel afstaan aan Bobby Fischer, die Spasski in een match vol conflicten met 12½-8½ de baas bleef.
In 1973 werd Spasski voor de tweede keer kampioen van de Sovjet-Unie. In 1974 won hij in weer een nieuwe cyclus van Robert Byrne (4½-1½), maar verloor de halve finale van de rijzende ster Anatoli Karpov met 4-7. In 1976 kreeg hij toestemming met een Franse vrouw te trouwen en in Frankrijk te gaan wonen, maar bleef vooralsnog voor de Sovjet-Unie uitkomen. In 1977 kwam hij nog één keer dicht bij de wereldtitel. Hij versloeg Vlastimil Hort (8½-7½) en Lajos Portisch (8½-6½), maar verloor in de finale van de kandidatenmatches van Kortsjnoj (7½-10½).
In de jaren 80 namen Spasski's kracht en ambitie geleidelijk af. Hij brak in 1984 met de Sovjet-Unie en ging voor Frankrijk spelen.
In 1990 eindigde Spasski als 4e met 10½ pt. uit 15 op het kampioenschap van Frankrijk in Angers, dat werd gewonnen door Marc Santo Roman. In Salamanca 1991 werd hij 2e met 7½ pt. uit 11, de winnaar was Jevgeny Vladimirov. In het Franse kampioenschap van 1991 werd hij gedeeld 4e met 9½ pt. uit 15, Marc Santo Roman was wederom de winnaar.
Na 20 jaar niet te hebben geschaakt, speelde in 1992 Bobby Fischer een onofficiële 'revanchematch' tegen Spasski in Montenegro en Belgrado; Spasski verloor met 12½-17½.
In 1993 speelde Spasski een match in Boedapest tegen het wonderkind Judit Polgár; hij verloor nipt met 4½–5½.
Op 1 oktober 2006 kreeg Spasski een kleine beroerte tijdens een schaaklezing in San Francisco. In april 2007 eindigde een rapidmatch van zes partijen tegen de Hongaarse grootmeester Lajos Portisch in gelijkspel.
Op 23 september 2010 werd door ChessBase gemeld dat Spasski een zwaardere beroerte had gehad en dat hij daardoor aan de linkerkant verlamd was geraakt. Daarna keerde hij terug naar Frankrijk voor een langdurig herstelprogramma. Op 16 augustus 2012 verliet Spasski Frankrijk om terug te keren naar Rusland.
Spasski overleed op 27 februari 2025 in Moskou op 88-jarige leeftijd.

## Spasskivariant
Spasski heeft in de Spaanse opening in het Marshallgambiet de Spasski-variant gecreëerd: 1.e4 e5 2.Pf3 Pc6 3.Lb5 a6 4.La4 Pf6 5.0-0 Le7 6.Te1 b5 7.Lb3 0-0 8.c3 d5 9.ed Pd5 10.Pe5 Pe5 11.Te5 c6 12.d4 Ld6 13.Te1 Dh4 14.g3 Dh3 15.Le3 Lg4 16.Dd3 Tfe8 17.Pd2 Te6 18.a4 Dh5 (diagram).